# ダニエル・リッキー・クシア
ダニエル・リッキー・クシア（Daniel Ricky Kucia、1992年7月5日 - ）は、オーストラリア出身のラグビーユニオン選手。

## プロフィール
- ポジションはセンター(CTB)。
- 身長 178cm、体重 93kg
- ニックネームはリックス。
- フィリピン代表に選ばれたことがある[2]。
- 7人制フィリピン代表に選ばれたことがある[3]。

## 略歴
バス高校、ハンターズ・ヒル、タマロウズ、ウエスト・ハーバー・パイレーツを経て、2017年、近鉄ライナーズに加入。
2018年、近鉄ライナーズを退団した。